# 恩戈罗恩戈罗保护区
恩戈羅恩戈羅保護區（英語：Ngorongoro Conservation Area）為坦桑尼亚北部阿鲁沙区火山口高地的一個保護區，成立於1959年，面積8094平方公里。此保護區1979年獲聯合國教科文化組織通過列為自然遗产，2005年再獲通過列為文化遗产，成為同時兼具自然遺產與文化遺產的複合遺產。
聯合國教科文組織指出，恩戈羅恩戈羅保護區有世界最大的火山口——恩戈羅恩戈羅火山口，地形特殊。此保護區的西部毗鄰另一個世界遺產塞伦盖蒂国家公园，這兩個區域內有瀕危物種東部黑犀，每年有數百萬隻角马、斑馬、瞪羚等動物進行動物遷徙，對於生物多樣性的保護具有全球重要性。另外，保護區內的奥杜瓦伊峡谷有一系列人類進化、人類與環境互動的關鍵證據，見證人類演化過程。

## 歷史沿革
恩戈羅恩戈羅名稱的由來是由當地原住民马赛人對牛鈴發出的聲音之擬聲詞（ngoro ngoro）。該地區在1800年代之前由其他部落占領，之後馬賽人占領該地區。:197-198
1892年奥斯卡·鲍曼造訪恩戈羅恩戈羅火山口，為第一個來到此處的歐洲人。兩位德裔兄弟阿道夫·西登托夫（Adolph Siedentopf）與弗里德里希·西登托夫（Friedrich Siedentopf）向德屬東非政府租用此處作為農場之用，一直到第一次世界大戰爆發為止。兩兄弟定期舉辦狩獵派對，以招待他們的德國人朋友，他們還曾試圖將角馬群趕出火山口:135-139。第一次世界大戰後，根據凡尔赛条约，此地統治權轉變為英国。1921年英屬坦干伊加政府通過了野生動物保護條例，限制僅持有許可證才可狩獵；1928年，除了原西登托夫兄弟的農場，火山口邊緣內的所有土地都禁止狩獵。1948年通過國家公園條例，於1951年實施，並成立塞伦盖蒂国家公园。當時馬賽人的主要居住地成為國家公園的一部分，政府將馬賽人遷移至恩戈羅恩戈羅高地。1959年制定恩戈羅恩戈羅保護區條例，將恩戈羅恩戈羅保護區從塞倫蓋提國家公園劃分出來:48。
坦尚尼亞聯合共和國成立後，1976年根據《狩獵公園法》修正案設立恩戈羅恩戈羅保護區管理局，2009年《野生動物保護法》進一步限制了該地區的人類活動，使得當地的馬賽人與政府當局關係緊張:57-59。國際自然保護聯盟尋求解決方案，以緩解衝突並尋求與當地住民合作共同保護環境。恩戈羅恩戈羅保護區是坦尚尼亞唯一允許人類居住的保護區。但土地使用受到限制，以防止對野生動物產生負面影響。例如，除了維持生計之必須用途之外，其他任何地方都禁止種植。

## 地理
恩戈羅恩戈羅火山群在上新世時由埃亞西（Eyasi）半地塹內八座盾狀死火山構成，東邊以格雷戈里裂谷西部懸崖為界，埃亞西湖位於埃亞西半地塹的西南方。八座火山中，五座有圓頂狀的圓錐體，三座火山口已破碎。恩戈羅恩戈羅火山（活躍於約250萬至190萬年前）的地質為玄武岩質的粗面安山岩，其中有一個淺水（1.7公尺）的鹹水湖馬加迪湖。保護區的西北部有塞倫蓋蒂平原、奥杜瓦伊峡谷、戈爾山脈（Gol Mountains）。:103-114
恩戈羅恩戈羅火山口為保護區內獨特的地理特徵，這是世界上最大的不活躍、完整的火山口。火山口是在約245萬至200萬年前大型火山爆發後自行坍塌時形成，原始火山的高度估計為4,500－5,800公尺:53，坍塌後火山口略接近橢圓形，直徑18－20公里，火山口與火山底部落差約610公尺，底部面積260平方公里:135-139。此處2013年2月被評為非洲七大自然奇觀之一。

## 生態

### 動物
恩戈羅恩戈羅保護區估計約有2.5萬隻大型動物，主要是有蹄類動物，生活在恩戈羅恩戈羅火山口中。此地的大型哺乳動物包括極危物種東部黑犀，當地物種數量從1964－1966年約108隻下降至1995年11－14隻；另外還有河马、非洲水牛、斑纹角马、葛氏斑馬、伊蘭羚羊、葛氏瞪羚、汤氏瞪羚、水羚。另外，此處有南方獅、藪貓，少量的南非猎豹、非洲豹、非洲野犬。此保護區的西部毗鄰另一個世界遺產塞倫蓋提國家公園，這兩個區域內每年有數百萬隻角馬、斑馬、瞪羚等動物進行動物遷徙，場面十分壯觀。

### 植物
恩戈羅恩戈羅保護區的植被以草原為主，部分地區為沼澤、山地森林。草原常見植物為鼠尾粟屬、马唐属、狗牙根属植物，另外還有盖氏虎尾草、苜蓿属Medicago laciniata、紫菀屬Aster hyssopifolius、黄背草。沼澤地區主要物種為莎草属紙莎草、Cyperus immensus、Cyperus laevigatus；芦苇属Phragmites mauritianus；李氏禾；铺地黍；双稃草。部分地勢較高地區為山地森林，常見物種為腺序金合歡、洋葱木、膠合歡、脆木。

## 考古
恩戈羅恩戈羅保護區內的奥杜瓦伊峡谷是古人类学的重要考古地點。1911年，德國醫師與古生物學家威廉·卡特溫克爾造訪奧杜瓦伊峽谷，發現了已絕滅的三趾馬化石。隨後，1913年德國地質學家漢斯·雷克在此發現古人類遺骸，後來經過放射性碳定年法，測得距今1.7萬年。1959年7月17日瑪麗·李奇在此發現175萬年前的鮑氏傍人的頭骨化石，為古人類學的重大發現。後來又發現更多古人類遺骸與石器，此地成為全球古人類學最重要的地點之一。:11-17,40

## 世界遺產登錄
1979年10月，第3屆世界遺產委員會於埃及开罗和樂蜀召開，由坦尚尼亞申報的項目「恩戈羅恩戈羅保護區」以符合世界遺產標準 (vii)、(viii)、(ix) 和 (x) 四項，經大會通過成為該國第一個自然遺產，編號為39。2005年再以符合標準 (vi)，經大會通過成為文化遺產，編號改為39bis，恩戈羅恩戈羅保護區成為同時兼具自然遺產與文化遺產的複合遺產。聯合國教科文組織指出，恩戈羅恩戈羅保護區有世界最大的恩戈羅恩戈羅火山口，地形特殊。此處有受威脅的物種東部黑犀，以及角马、斑馬、汤氏瞪羚、葛氏瞪羚等物種的棲息地，對於生物多樣性的保護具有全球重要性。另外，保護區內的奥杜瓦伊峡谷有一系列人類進化、人類與環境互動的關鍵證據，見證從鮑氏傍人、能人、直立人、智人的人類演化過程。
该世界遗产被认为满足世界遺產登錄基準中的以下基準而予以登錄：
- （vi）具有显著普遍价值的事件、活的传统、理念、信仰、艺术及文学作品，有直接或实质的连结（世界遗产委员会认为该基准应最好与其他基准共同使用）。
- （vii）包含出色的自然美景与美学重要性的自然现象或地区。
- （viii）代表生命进化的纪录、重要且持续的地质发展过程、具有意义的地形学或地文学特色等的地球历史主要发展阶段的显著例子。
- （ix）在陆上、淡水、沿海及海洋生态系统及动植物群的演化与发展上，代表持续进行中的生态学及生物学过程的显著例子。
- （x）拥有最重要及显著的多元性生物自然生态栖息地，包含从保育或科学的角度来看，符合普世价值的濒临绝种动物种。

| 世界遺產編號 | 名稱               | 所在地                       | 保護範圍    |
| ------------ | ------------------ | ---------------------------- | ----------- |
| 39bis        | 恩戈羅恩戈羅保護區 | 3°11'13.992"S 35°32'26.988"E | 809,440公頃 |

## 圖集

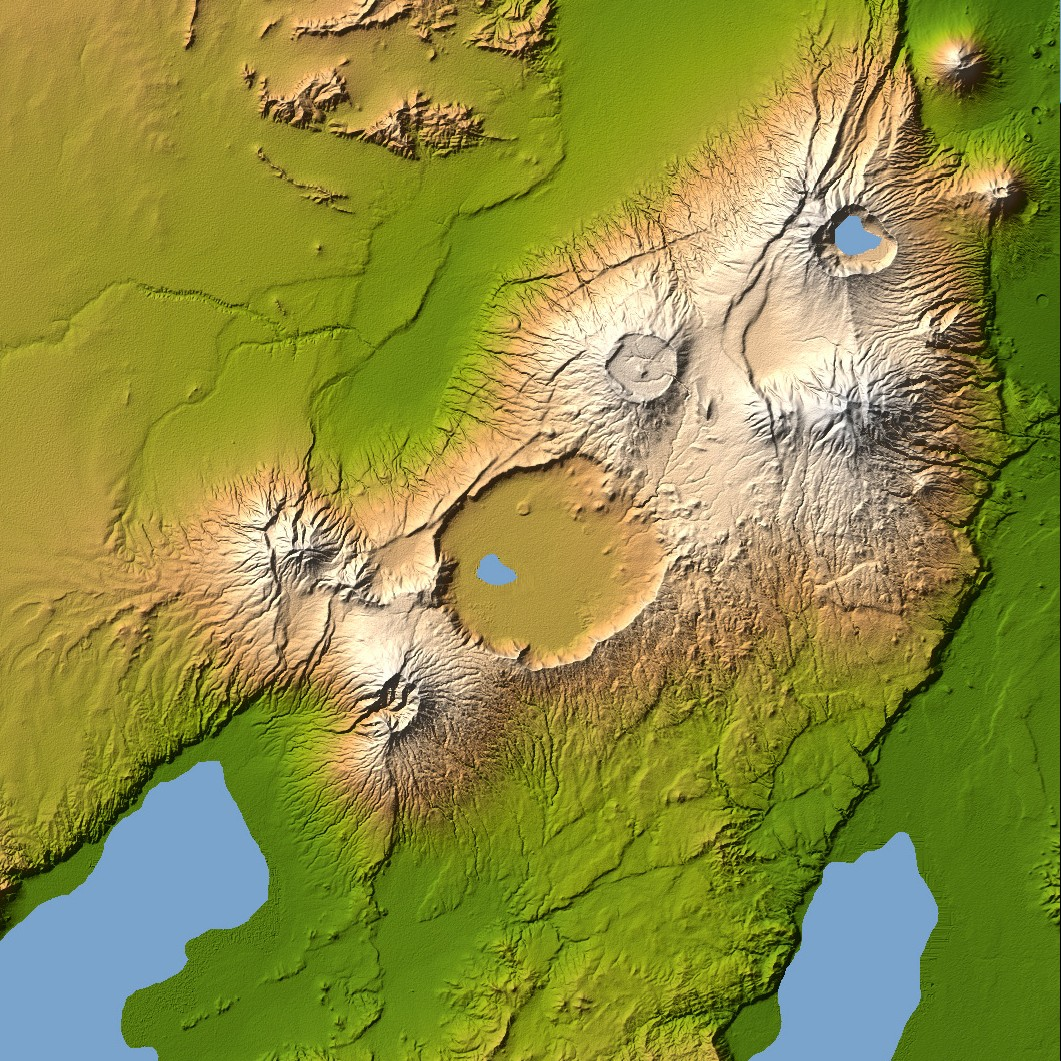
恩戈羅恩戈羅保護區附近的衛星照片（強化色調）
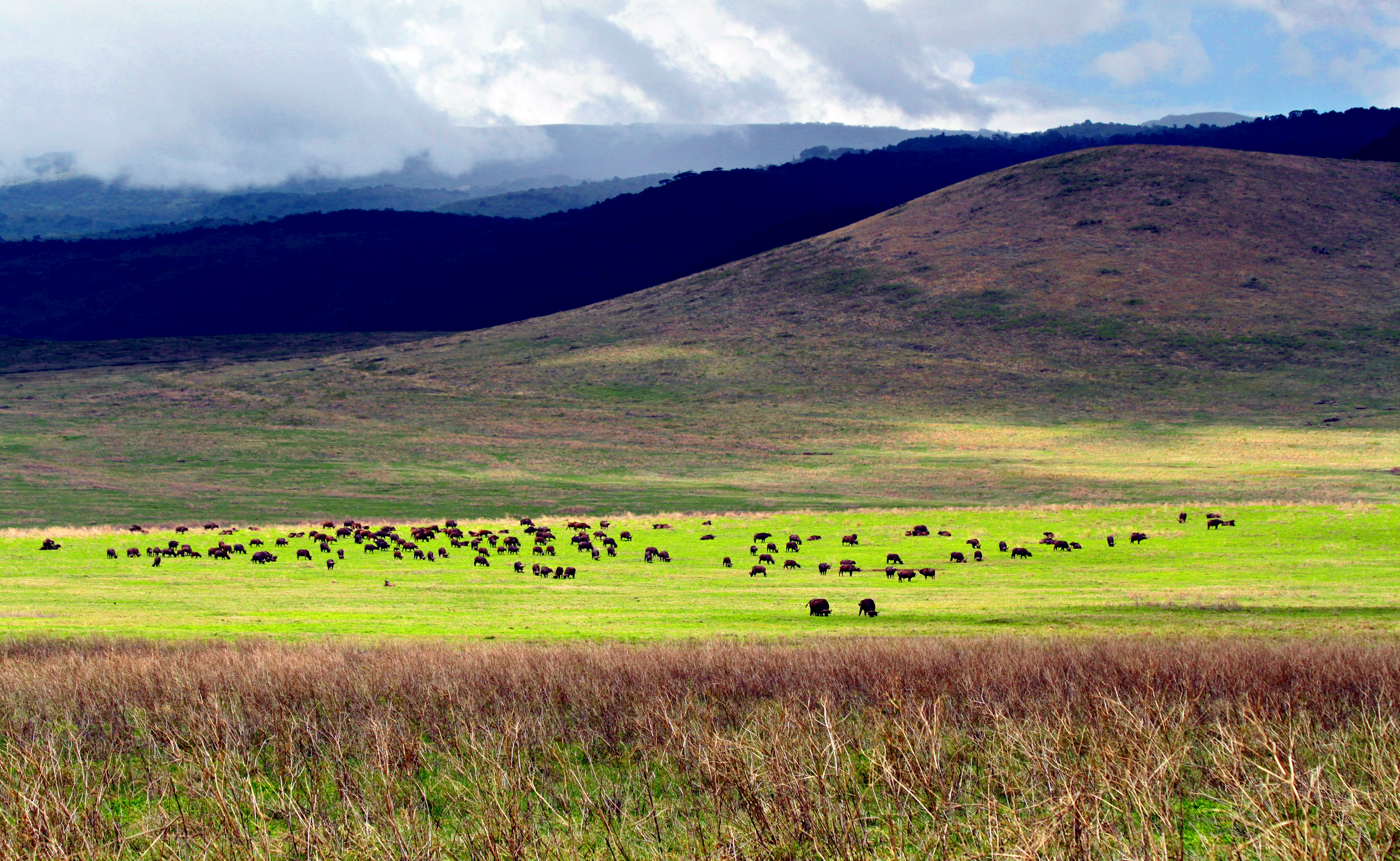
恩戈羅恩戈羅火山口內的動物群
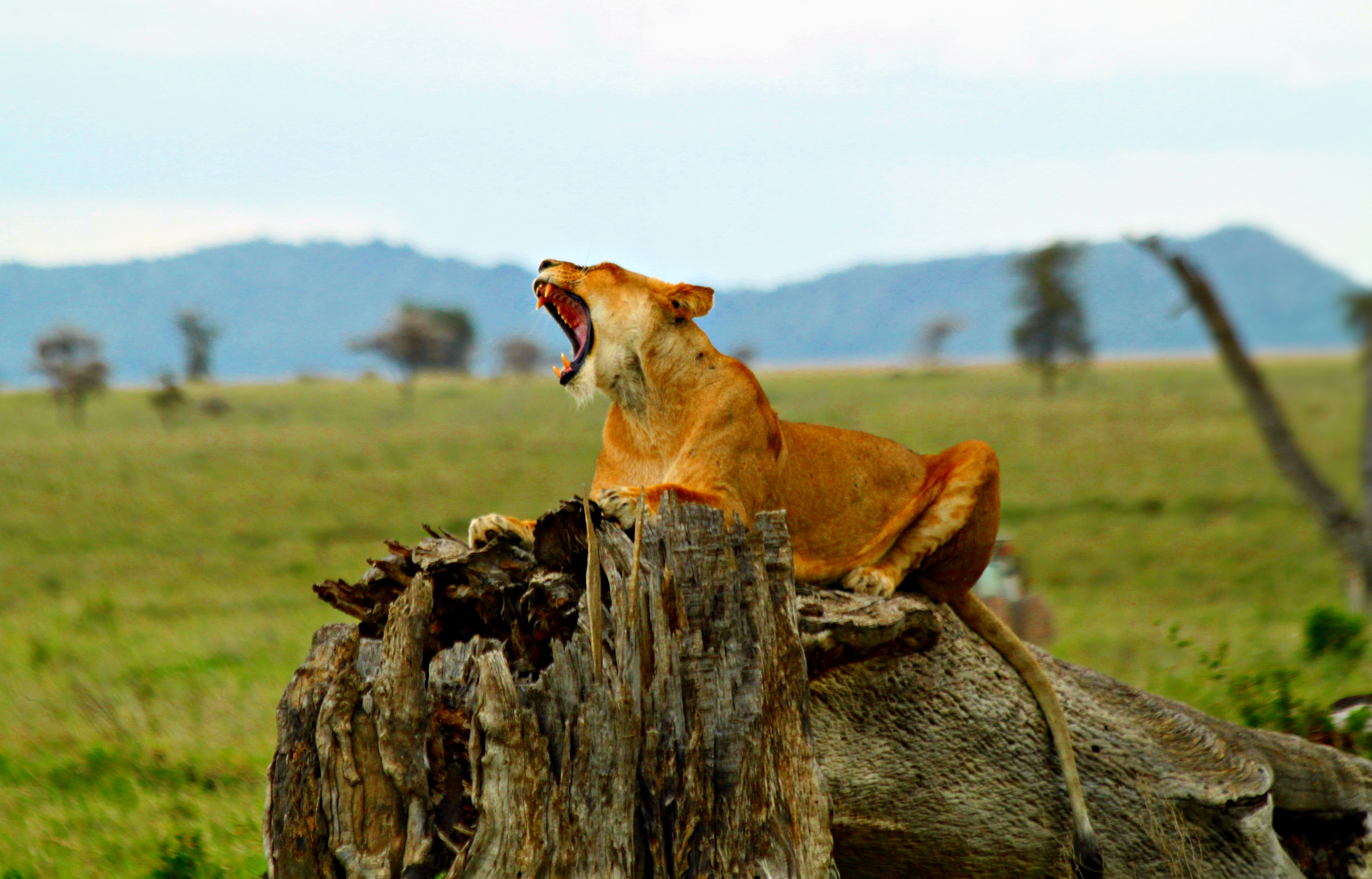
恩戈羅恩戈羅保護區內打哈欠的母獅
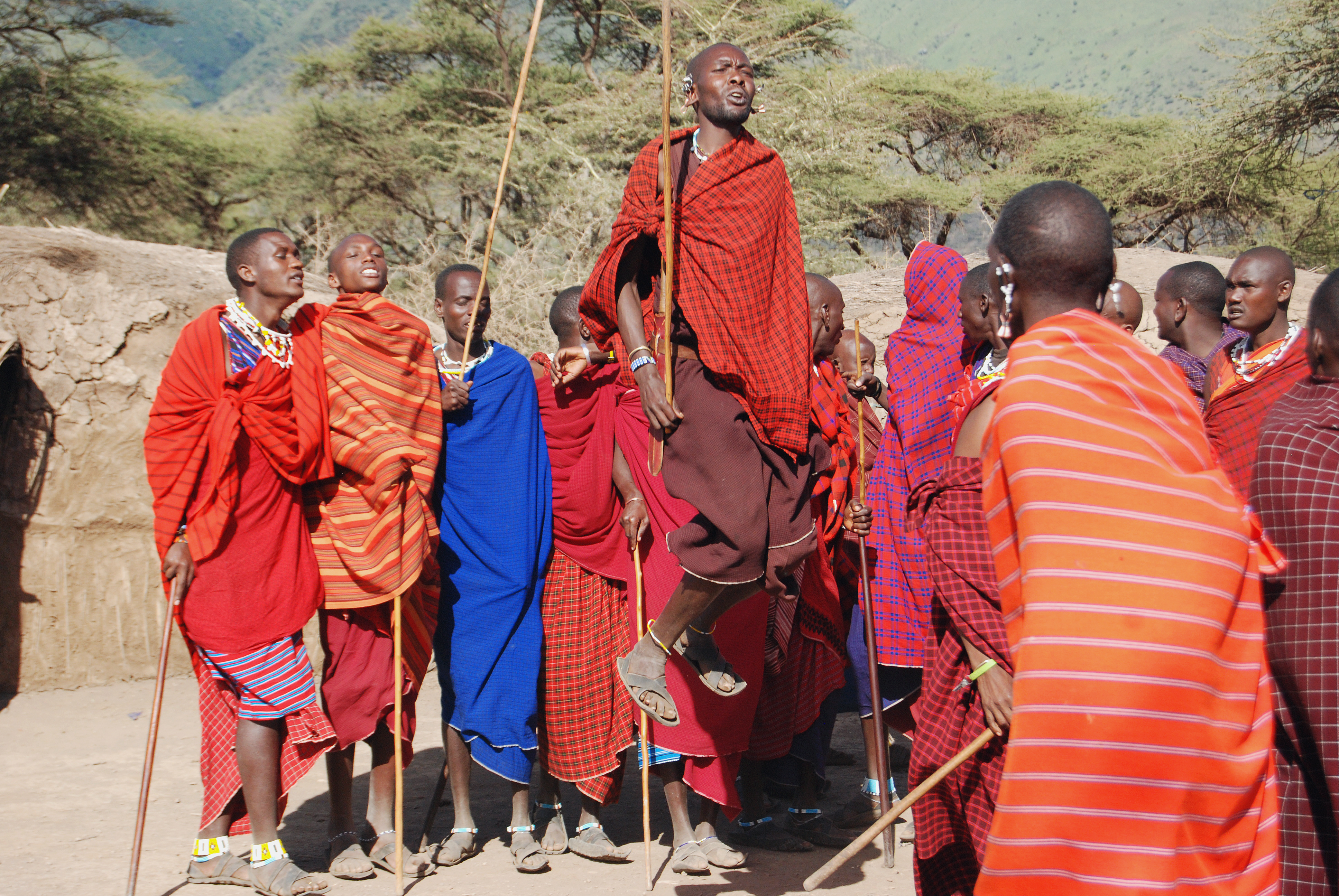
恩戈羅恩戈羅保護區內的馬賽人

## 外部連結
- 恩戈羅恩戈羅保護區－官方網站 （页面存档备份，存于）（英文）